# 2086
Năm 2086. Trong lịch Gregory, nó sẽ là năm thứ 2086 của Công nguyên hay của Anno Domini; năm thứ 86 của thiên niên kỷ thứ 3 và của thế kỷ 21; và năm thứ bảy của thập niên 2080.